# Liste der Kulturdenkmäler in Eichenbach
In der Liste der Kulturdenkmäler in Eichenbach sind alle Kulturdenkmäler der rheinland-pfälzischen Ortsgemeinde Eichenbach aufgeführt. Grundlage ist die Denkmalliste des Landes Rheinland-Pfalz (Stand: 12. Juni 2023).

## Einzeldenkmäler
| Bezeichnung | Lage                 | Baujahr                  | Beschreibung                                                       | Bild |
| ----------- | -------------------- | ------------------------ | ------------------------------------------------------------------ | ---- |
| Wohnhaus    | Ahrtalstraße 12 Lage | 17. oder 18. Jahrhundert | Fachwerkhaus, teilweise massiv, Backofen, 17. oder 18. Jahrhundert | BW   |